# شوهی ایمامورا
شوهی ایمامورا (به ژاپنی: 今村 昌平؛ به انگلیسی: Shōhei Imamura) (زادهٔ ۱۵ سپتامبر ۱۹۲۶ – درگذشتهٔ ۳۰ مه ۲۰۰۶) کارگردان ژاپنی بود. ایمامورا نخستین کارگردان ژاپنی بود که توانست دو جایزه نخل طلا را برنده شود.
پسر بزرگ وی دایسوکه تنگان نیز فیلم‌نامه‌نویس و کارگردان است.

## زندگی و دوران فیلم‌سازی
وی ابتدا به عنوان دستیار کارگردان وارد سینما شد و در فیلم‌هایی چون داستان توکیو و اوایل تابستان با یاسوجیرو اوزو همکاری کرد و در سال ۱۹۵۷ فیلم‌نامه یکی از شاهکارهای یوزو کاواستیما با نام خورشید آخرین روزهای شوگوناته را نوشت.
نخستین فیلم خود را در سال ۱۹۵۸ با نام آرزوی ربوده‌شده ساخت و پس از آن دو فیلم تمایل بی‌پایان و کمدی ایستگاه گینزا نیشی را کارگردانی کرد که چندان موفقیتی به‌دست نیاوردند.
ایمامورا در خانواده‌ای از طبقهٔ متوسط، و پزشک در توکیو زاده شد. اگر چه وی در یک خانوادهٔ متوسط رشد یافت، ولی دشواری‌ها و بدبختی‌های مردم ژاپن بعد از جنگ جهانی او را واداشت تا محوریت فیلم‌هایش را بر مردم فقیر و طبقهٔ پایین کشورش بگذارد.
شوهی ایمامورا، در سال ۱۹۸۳ برای فیلم قصیده نارایاما موفق به کسب نخل طلای جشنواره فیلم کن شد و در سال ۱۹۹۷ با فیلم مارماهی یک بار دیگر این جایزه را به‌طور مشترک با فیلم طعم گیلاس ساخته عباس کیارستمی به دست آورد.

## فیلم‌شناسی
- خوک و رزمناو (۱۹۶۱)
- زن حقیر (۱۹۶۳)
- نیات قاتل (۱۹۶۴)
- آرزوی پیچیده اربابان (۱۹۶۸)
- تاریخ پیش از جنگ ژاپن به روایت یک پیشخدمت نوشخوارگاه (۱۹۷۰)
- ونگانس مال من است (۱۹۷۹)
- انتقام از آن من است (۱۹۸۰)
- تصنیف نارایاما (حماسه نارایاما) (۱۹۸۲)
- باران سیاه (۱۹۹۰)
- مارماهی (۱۹۹۷)
- آب گرم زیر پلی قرمز (۲۰۰۱)

## جوایز دیگر

### جایزه بهترین فیلم سال از آکادمی ژاپن
- انتقام از آن من است در سال ۱۹۸۰
- قصیده نارایاما در سال ۱۹۸۴
- باران سیاه در سال ۱۹۹۰

### جایزه بهترین کارگردان از آکادمی ژاپن
- انتقام از آن من است در سال ۱۹۸۰
- باران سیاه در سال ۱۹۹۰
- مارماهی در سال ۱۹۹۸